# Igreja de Nossa Senhora da Piedade (Ponta do Sol)
A Igreja de Nossa Senhora da Piedade é a igreja paroquial dos Canhas, Ponta do Sol, Madeira. Foi construída no século XVIII e remodelada no século XX. É uma igreja de estilo barroco de planta longitudinal.